# أكاديمية مصاصي الدماء
اكاديمية مصاصي الدماء هي سلسلة من ست روايات رومانسية خارقة للطبيعة للكبار، من تأليف الكاتبة الأمريكية ريشيل ميد.
يروي الفيلم قصة روزماري (روز) هاثاواي، فتاة الدامبير، التي تتدرب لتكون وصية على صديقتها المقربة، فاسيليسا (ليزا) دراغومير. في عملية تعلم كيفية هزيمة الأرواح العالقة في أكاديمية سانت فلاديمير، تجد روز نفسها عالقة في علاقة حب ممنوعة مع مدربها ديميتري بيليكوف، بينما تربطها علاقة غير قابلة للكسر مع ليزا.
صدر أول كتاب في السلسلة في عام 2007، وتحت مسمى أكاديمية مصاصي الدماء 2007، تبعه كتاب قضمة الصقيع في عام 2008. الكتاب الثالث في السلسلة هو قبلة الظل، الذي نُشر أيضًا في عام 2008، والكتاب الرابع الوعد الدموي الذي صدر عام 2009. الكتاب الخامس الروح الملزمة، وأُصدِر الكتاب السادس التضحية الأخيرة في عام 2010. وبدءًا من عام 2013، باعت السلسلة 8 ملايين نسخة في 35 دولة.
جرى تعديل الكتاب الأول في السلسلة إلى فيلم من إخراج مارك ووترز، وبطولة زوي داتش ولوسي فراي ودانيلا كوزلوفسكي ودومينيك شيروود، وأُصدِر من قبل شركة واينستين في 7 فبراير 2014. وكان الفيلم فاشلاً من ناحية الإيرادات.

## ملخص الحبكة
في أكاديمية مصاصي الدماء، أعيدت روزماري (روز) هاثاواي، وأميرة موروي فاسيليسا (ليزا) دراغومير إلى مدرستهما، التي هي أكاديمية سانت فلاديمير، بعد هروبهما قبل عامين. عند عودتهما، عُيّن الحارس ديميتري بيليكوف، الذي كان قائد فريق الأوصياء، الذي أرسل لاستعادة الاثنين، ليكون وصيًا على ليزا، ويعرض على روز -في تدريب الوصي عليها- إنه يعتقد أنها يمكن أن تكون وصيًا ممتازًا على ليزا بسبب وجود رابطة نفسية نادرة من جانب واحد مع ليزا، ما يسمح لها بمعرفة أفكارها وعواطفها ومكان وجودها. توافق روز على ذلك، مع العلم أن هذه هي الطريقة الوحيدة التي تسمح لها بالبقاء، وعند التخرج، تكون وصية ليزا. يُكتشف لاحقًا بأن ليزا لديها قدرة خارقة على شفاء الآخرين، ولكن عندما تصاب بالاكتئاب، تقوم بتشويه نفسها. تصبح ليزا صديقة لزميلها المنبوذ في موروي، كريستيان أوزيرا، الذي لا تحبه روز على الفور، مشيرًا إلى أن له تأثيرًا سيئًا، ويرجع ذلك جزئيًا إلى أن والديه أصبحا طواعية. تتعرض الفتيات للتخويف بنحو متكرر من قبل شخصية غير ملكية تدعى ميا مع أصدقائها الملكيين، بسبب ضغائنها على شقيق ليزا لاستخدامها. وصلت روز من طريق رباطها، بينما كانت محصورة في غرفتها لتجد أن ليزا يجري اختطافها. تتسلل من غرفتها لتخبر ديميتري أن ليزا قد اختطفت، ولكن يشتت انتباههم سحر الشهوة الذي زرعه فيكتور داشكوف، شخصية عم ليزا المقرب ووالد ناتالي داشكوف. ناتالي هي زميلة ليزا في السكن في الأكاديمية، وكذلك صديقة ليزا وروز. بعد أن تخلص ديميتري من السحر، تتوجه روز قافلة إلى مخبأ الخاطف، وتهرب كريستيان في أثناء الركوب. يمكن لأوصياء المدرسة إنقاذ ليزا من رجل الموروي، الذي كانت تسميه «العم» طوال حياتها، فيكتور، وهي تشفي كريستيان عندما أصيب بجروح بالغة في أثناء الكفاح. قبلته ليزا صديقًا بعد ذلك. يكشف ديميتري عن مشاعره تجاه روز، ولكن لا يمكنه أن يقيم علاقة معها بسبب فارق السن بينهما، لأنه معلمها وأيضًا لأنه يخشى أنه إذا سمح لنفسه بحبها، فلن يلقي بنفسه أمام الأميرة، كما هو واجبه، ولكنه يميل إلى حمايتها. قد يؤدي هذا إلى خطر على موروي المخصص لهم. جرى الكشف عن أن ناتالي كانت تتجسس على الفتيات، وتبلغ فيكتور عن قدرات ليزا السحرية والعلاقة بين ليزا وروز. تتعرض روز للهجوم من قبل الأرواح العالقة، عندما تزور فيكتور في زنزانته بعد القبض عليه، ويأتي ديميتري لمساعدتها.
تستمر القصة في كتاب «قضمة الصقيع»، إذ تسافر روز وديميتري لمقابلة آرثر شوينبيرج لامتحان روز التأهيلية. فور وصولهم إلى منزل عائلة موروي، وكونتا يحميهم، يكتشفون مذبحة دموية للعائلة بأكملها وأولياء أمورهم، ومنهم آرثر.
للحفاظ على سلامة الطلاب في أكاديمية سانت فلاديمير، يجري تقديم رحلة تزلج إلى نزل مملوك لعائلة موروي الثرية خلال العطلة الشتوية، نظرًا إلى أن العديد من أسر الطلاب لن يتمكنوا من إحضار طلابهم إلى منازلهم بأمان، ولن يفعلوا ذلك كله لمناسبة في حرم الأكاديمية لزيارتها لقضاء العطلات. في أثناء إقامتها في النزل، تلتقي روز بأحد أفراد العائلة المالكة من موروي، ويدعى أدريان إيفاشكوف، الذي يغازلها في كل مرة يراها. خلال حفلة في المسبح دعى أدريان، روز وأصدقائها إليه، ومنهم ماسون وصديقه إدي وميا، يبدأ الأصدقاء بالتعبير عن آرائهم حول صيد روح عالقة. روز تفكك معركة بين اثنين من أفراد العائلة المالكة، أحدهما جرى التعرف لاحقًا بأنه والد أدريان، عندما تجادلوا حول استخدام السحر للدفاع عن النفس لمساعدة الأوصياء على الحرب ضد الأرواح العالقة أو المضطربة. روز لديها لقاء آخر مع أدريان. في وقت لاحق، بعد جدال حاد مع ديميتري بشأن قراره الذهاب للعمل وإقامة علاقة مع تاشا أوزيرا، عمة كريستيان، تخبر روز ماسون بمعلومات سرية حول المكان المحتمل لمخابئ الأرواح المضطربة، على الرغم من ثقتها بديميتري للحفاظ على هذه المعلومات سرية. باستخدام معلومات روز، تسلل ميا وماسون وإيدي من نزل التزلج، وسافروا إلى سبوكان، واشنطن، لمطاردة روح عالقة بأنفسهم. تكتشف روز خطتهم، وتتبعهم هي وكريستيان لمنعهم. عندما وجدوا المجموعة، تعرضوا لكمين من قبل روح مضطربة، الذي احتجزهم في الأسر لعدة أيام. توصلت روز في النهاية إلى خطة للهروب، وتمكنوا جميعًا من الخروج من المنزل لحماية الضوء، باستثناء روز. يعود ماسون ويحاول مساعدة روز، ولكن روحًا عالقة تكسر رقبته، وتقتله على الفور. روز تهزم الروح العالقة بسيف حاد، في غضب بسبب وفاته. فور عودتها إلى سانت فلاديمير، تلقت روز علامتي مولنيجا لقتلها روح عالقة. أخبرها ديميتري أيضًا أن قلبه مع روز، ولن يتركها أبدًا من أجل تاشا أوزيرا.
يبدأ كتاب «قبلة الظل» باستعداد روز للامتحان التأهيلي مع باقي المبتدئين. جرى تعيين روز لكريستيان لعملها الميداني، ما أثار استياءها. قام جيسي زكلوس بالاتصال بكريستيان للانضمام إلى نادٍ سري بدأه هو ورالف، ورفضه كريستيان. تشك روز وتحاول معرفة المزيد عن هذا النادي الذي علمت لاحقًا أنه يسمى «ماني» من أدريان. تذهب روز للقاء الملكة تاتيانا. تصر الملكة على إلغاء روز لخطوبتها مع أدريان. ثم كشفت تاتيانا أنها كانت تخطط للزواج بين أدريان وليزا. اقترب جيسي ورالف من ليزا للانضمام إلى ماني، وقد قبلت دعوتهم بوصفها فرصة للتجسس عليهم.